# مستشفى رويال هوبارت
مستشفى رويال هوبارت هو مستشفى عام في هوبارت سيتي سانتر، تسمانيا، أستراليا. يعمل المستشفى أيضًا كمستشفى تعليمي بالتعاون مع جامعة تسمانيا. تُعرف مرافق البحوث في المستشفى باسم مؤسسة أبحاث مستشفى هوبارت الملكي. كما يوجد بالقرب من موقع المستشفى معهد منزيس للأبحاث الطبية.
تدير المستشفى حكومة تسمانيا كجزء من وزارة الصحة والخدمات الإنسانية، وهو أكبر مستشفى في تسمانيا. يقدم المستشفى الخدمات لجميع جنوب تسمانيا ويتسع لـ 400 سرير. يوجد في المستشفى العديد من الخدمات على مستوى الولاية مثل جراحة القلب وجراحة الأعصاب والحوادث والعناية المركزة لحديثي الولادة، مع إحالات من الشمال والشمال الغربي.
خضع المدخل الرئيسي للمستشفى لتعديلات لبناء مدخل جديد لقسم الطوارئ تحت الأرض. بدأ هذا العمل في أوائل عام 2007. كما بدأ مشروع إعادة تطوير المستشفى حديثًا بقيمة 565 مليون دولارًا أستراليًا، شاملًا دائرة جديدة للنساء والأطفال، خدمة السرطان، وحدة العناية المركزة، ومرفق جراحة اليوم الواحد.

## التاريخ
مستشفى رويال هوبارت هو ثاني أقدم مستشفى في أستراليا (بعد مستشفى سيدني) وبدأ خدماته لأول مرة في عام 1804م ثم انتقل إلى موقعه الحالي في شارع ليفربول في عام 1820م.

### مستشفى العودة العام، هوبارت
تم نقل مستشفى العودة العام إلى نظام مستشفى تسمانيا العام في 1 يوليو 1992 وربطه بالمستشفى من خلال برنامج الرعاية المتوسطة عقب تشكيل الوكالة الجديدة.

### مستشفى هوبارت الخاص
في نوفمبر 1999 تم استئجار جناح الملكة ألكساندرا ليصبح مستشفى هوبارت الخاص.

## الطاقم الطبي
- كان الدكتور بروس مايتلاند كاروثرز ر.إ.ب (1892-1951)، المدير العام السابق للصحة في تسمانيا، هو جراح القسم الكبير في مستشفى رويال هوبارت 1927-1935.[3]